# Västerbergslags domsagas valkrets
Västerbergslags domsagas valkrets var vid valen 1866–1908 till andra kammaren en egen valkrets med ett mandat. I valen 1866–1899 var valkretsens namn Grangärde, Norrbärke och Söderbärke tingslags valkrets och i valet 1902 Smedjebackens domsagas valkrets; det slutliga namnet Västerbergslags domsagas valkrets tillkom i valet 1905.
Valkretsen, som ungefär motsvarade dagens Ludvika och Smedjebackens kommuner, avskaffades vid införandet av proportionellt valsystem i valet 1911 och uppgick då i Kopparbergs läns västra valkrets. 

## Riksdagsmän
- Fredrik Åman, lmp  (1867–1869)
- Johan Bergström, lmp (1870–1872)
- Emil Königsfeldt, c (1873–1881)
- Johan Boman (1882–1884)
- Ehrenfried Roth (1885–vårsessionen 1887)
- Johan Boman (höstsessionen 1887)
- Jan Jansson, gamla lmp 1888–1894, lmp 1895, vilde 1896–1899, lib s 1900–1905 (1888–1905)
- Bernhard Eriksson, s (1906–1911)

## Valresultat

### 1896
| Andrakammarvalet i Sverige 1896: Västerbergslags domsagas valkrets | Andrakammarvalet i Sverige 1896: Västerbergslags domsagas valkrets | Andrakammarvalet i Sverige 1896: Västerbergslags domsagas valkrets | Andrakammarvalet i Sverige 1896: Västerbergslags domsagas valkrets | Andrakammarvalet i Sverige 1896: Västerbergslags domsagas valkrets | Andrakammarvalet i Sverige 1896: Västerbergslags domsagas valkrets |
| Parti                                                              | Parti                                                              | Kandidat                                                           | Röster                                                             | %                                                                  | ±                                                                  |
| ------------------------------------------------------------------ | ------------------------------------------------------------------ | ------------------------------------------------------------------ | ------------------------------------------------------------------ | ------------------------------------------------------------------ | ------------------------------------------------------------------ |
|                                                                    | Obunden frihandelsvän                                              | Jan Jansson                                                        | 376                                                                | 85,1                                                               |                                                                    |
|                                                                    | Folkpartiet                                                        | Johan Ahlén                                                        | 63                                                                 | 14,2                                                               |                                                                    |
|                                                                    | Annat                                                              | Övriga                                                             | 3                                                                  | 0,7                                                                |                                                                    |
| Valdeltagande                                                      | Valdeltagande                                                      | Valdeltagande                                                      | 445                                                                | 37,1                                                               |                                                                    |

### 1899
| Andrakammarvalet i Sverige 1899: Västerbergslags domsagas valkrets | Andrakammarvalet i Sverige 1899: Västerbergslags domsagas valkrets | Andrakammarvalet i Sverige 1899: Västerbergslags domsagas valkrets | Andrakammarvalet i Sverige 1899: Västerbergslags domsagas valkrets | Andrakammarvalet i Sverige 1899: Västerbergslags domsagas valkrets | Andrakammarvalet i Sverige 1899: Västerbergslags domsagas valkrets |
| Parti                                                              | Parti                                                              | Kandidat                                                           | Röster                                                             | %                                                                  | ±                                                                  |
| ------------------------------------------------------------------ | ------------------------------------------------------------------ | ------------------------------------------------------------------ | ------------------------------------------------------------------ | ------------------------------------------------------------------ | ------------------------------------------------------------------ |
|                                                                    | Liberala samlingspartiet                                           | Jan Jansson                                                        | 335                                                                | 49,6                                                               | -35,5                                                              |
|                                                                    | Radikal nykterist                                                  | Johan Ahlén                                                        | 168                                                                | 24,9                                                               | +10,7                                                              |
|                                                                    | Obunden socialist                                                  | Mårten Per Andersson                                               | 128                                                                | 19,0                                                               |                                                                    |
|                                                                    | Annat                                                              | P. Ridderström i Söderbärke                                        | 43                                                                 | 6,4                                                                |                                                                    |
|                                                                    | Annat                                                              | R. Leufgren i Norrbärke                                            | 1                                                                  | 0,1                                                                |                                                                    |
| Valdeltagande                                                      | Valdeltagande                                                      | Valdeltagande                                                      | 679                                                                | 45,0                                                               |                                                                    |

Valet ägde rum den 9 augusti 1899.

### 1902
| Andrakammarvalet i Sverige 1902: Västerbergslags domsagas valkrets | Andrakammarvalet i Sverige 1902: Västerbergslags domsagas valkrets | Andrakammarvalet i Sverige 1902: Västerbergslags domsagas valkrets | Andrakammarvalet i Sverige 1902: Västerbergslags domsagas valkrets | Andrakammarvalet i Sverige 1902: Västerbergslags domsagas valkrets | Andrakammarvalet i Sverige 1902: Västerbergslags domsagas valkrets |
| Parti                                                              | Parti                                                              | Kandidat                                                           | Röster                                                             | %                                                                  | ±                                                                  |
| ------------------------------------------------------------------ | ------------------------------------------------------------------ | ------------------------------------------------------------------ | ------------------------------------------------------------------ | ------------------------------------------------------------------ | ------------------------------------------------------------------ |
|                                                                    | Liberala samlingspartiet                                           | Jan Jansson                                                        | 627                                                                | 62,1                                                               | +12,5                                                              |
|                                                                    | Socialdemokraterna                                                 | Karl-Erik Forsslund                                                | 382                                                                | 37,8                                                               |                                                                    |
|                                                                    | Annat                                                              | P. Ridderström i Söderbärke                                        | 1                                                                  | 0,1                                                                | -6,3                                                               |
| Valdeltagande                                                      | Valdeltagande                                                      | Valdeltagande                                                      | 1,014                                                              | 47,5                                                               |                                                                    |

Valet ägde rum den 14 september 1902.

### 1905
| Andrakammarvalet i Sverige 1905: Västerbergslags domsagas valkrets | Andrakammarvalet i Sverige 1905: Västerbergslags domsagas valkrets | Andrakammarvalet i Sverige 1905: Västerbergslags domsagas valkrets | Andrakammarvalet i Sverige 1905: Västerbergslags domsagas valkrets | Andrakammarvalet i Sverige 1905: Västerbergslags domsagas valkrets | Andrakammarvalet i Sverige 1905: Västerbergslags domsagas valkrets |
| Parti                                                              | Parti                                                              | Kandidat                                                           | Röster                                                             | %                                                                  | ±                                                                  |
| ------------------------------------------------------------------ | ------------------------------------------------------------------ | ------------------------------------------------------------------ | ------------------------------------------------------------------ | ------------------------------------------------------------------ | ------------------------------------------------------------------ |
|                                                                    | Socialdemokraterna                                                 | Bernhard Eriksson                                                  | 975                                                                | 56,5                                                               |                                                                    |
|                                                                    | Liberala samlingspartiet                                           | Jan Jansson                                                        | 750                                                                | 43,5                                                               | -18,6                                                              |
| Valdeltagande                                                      | Valdeltagande                                                      | Valdeltagande                                                      | 1,729                                                              | 69,4                                                               |                                                                    |

Valet ägde rum den 10 september 1905.

### 1908
| Andrakammarvalet i Sverige 1908: Västerbergslags domsagas valkrets | Andrakammarvalet i Sverige 1908: Västerbergslags domsagas valkrets | Andrakammarvalet i Sverige 1908: Västerbergslags domsagas valkrets | Andrakammarvalet i Sverige 1908: Västerbergslags domsagas valkrets | Andrakammarvalet i Sverige 1908: Västerbergslags domsagas valkrets | Andrakammarvalet i Sverige 1908: Västerbergslags domsagas valkrets |
| Parti                                                              | Parti                                                              | Kandidat                                                           | Röster                                                             | %                                                                  | ±                                                                  |
| ------------------------------------------------------------------ | ------------------------------------------------------------------ | ------------------------------------------------------------------ | ------------------------------------------------------------------ | ------------------------------------------------------------------ | ------------------------------------------------------------------ |
|                                                                    | Socialdemokraterna                                                 | Bernhard Eriksson                                                  | 1,368                                                              | 75,3                                                               | +18,8                                                              |
|                                                                    | Högersinnad                                                        | Fredrik Nilsson                                                    | 443                                                                | 24,4                                                               |                                                                    |
|                                                                    | Annat                                                              | Övriga                                                             | 6                                                                  | 0,3                                                                |                                                                    |
| Valdeltagande                                                      | Valdeltagande                                                      | Valdeltagande                                                      | 1,822                                                              | 58,1                                                               |                                                                    |

Valet ägde rum den 6 september 1908.